# Reggimento Dragoni Regina
Il Reggimento Dragoni Regina fu un reggimento di dragoni dell'esercito del Regno d'Italia napoleonico. Costituito il 27 agosto 1800 come 1º Reggimento ussari della Repubblica Cisalpina, passò alla Repubblica Italiana (1802-1805) e poi al Regno d'Italia (1805-1814), assumendo il nome di «Reggimento Dragoni Regina» e passando dalla specialità di cavalleria leggera degli ussari a quella della cavalleria di linea dei dragoni con decreto del 3 luglio 1805.

## Storia

### Il 1º Reggimento ussari della Repubblica Cisalpina
Il reggimento nacque come 1º Reggimento ussari della Repubblica Cisalpina, con l'uniforme repubblicana da ussari. Teoricamente era organizzato alla francese, con un Colonnello e quattro squadroni affidati agli ordini di uno chef de squadron, e ciascuno squadrone organizzato su due compagnie, con la prima compagnia del primo squadrone considerata come di élite, con decorazioni speciali; sistematiche carenze di personale fecero sì che solo due squadroni fossero formati, e neppure a personale pieno.
Il 6 settembre 1798 il 1º Reggimento ussari era di stanza a Pavia e aveva un organico di 699 uomini.

### Il 1º Reggimento ussari della Repubblica Italiana
Il Reggimento passò poi alla Repubblica Italiana (1802-1805).
Nell'aprile 1803 il 1º e il 2º squadrone del Reggimento, per un totale di 300 uomini sotto il comando di Masson, furono inviati a Ravenna, aggregati alla divisione italiana del «Corpo d'armata  del Rubicone», poi del «Mezzogiorno d’Italia». Il corpo fu inviato in Puglia a luglio, e il 3º e il 4º squadrone furono trasferiti a Modena. Il comandante del Reggimento, Viani, fu promosso generale di brigata e posto al comando della cavalleria della Guardia del Presidente il 25 settembre; gli succedette Jacquet, fresco di promozione a capobrigata, proveniente dal Reggimento cacciatori a cavallo. A novembre il deposito del Reggimento fu trasferito a Vigevano.

### Il Reggimento Dragoni Regina del Regno d'Italia
Le perdite subite dal Reggimento in Puglia furono rilevanti, tanto che nel settembre 1804 si decise di riorganizzare gli uomini dei due squadroni in uno solo, posto al comando del romano Olivieri. L'idea era quella di rendere questo squadrone il primo di un nuovo Reggimento di dragoni, che avrebbe dovuto prendere il nome di Napoleone, ma alla fine si decise di assegnare questo nome al 2º reggimento ussari, anch'esso trasformato in dragoni: i reggimenti di ussari a cavallo erano molto simili come impiego a quelli di cacciatori a cavallo, anch'essi di cavalleria leggera, e fu deciso di diversificare le unità di cavalleria del Regno inserendo la cavalleria di linea dei dragoni.
Il 1º Reggimento si distinse anche per lo scarso entusiasmo con cui aveva ricevuto l'ordine di firmare la petizione per chiedere a Napoleone di diventare Re d'Italia, probabilmente a causa dell'origine rivoluzionaria dell'unità stessa. Inoltre gli ussari si ribellarono contro il duro comandante Jacquet, che favoriva i francesi del corpo, e dopo un'inchiesta si decise di ammonire Jacquet, ma di riconvertire anche il 1º Reggimento a un'unità di dragoni. Il 3 luglio 1805 fu formato il Reggimento Dragoni Regina: per similitudine col nuovo nome del 2º Reggimento ussari, battezzato Reggimento Dragoni Napoleone, questo si sarebbe dovuto chiamare «Reggimento Dragoni Giuseppina», ma da una parte Napoleone era contrario a dare un nome femminile a un'unità, dall'altra Giuseppina di Beauharnais non era stata incoronata Regina d'Italia e la moglie di Eugenio di Beauharnais, Augusta di Baviera, era Viceregina; pertanto si decise di battezzare il Reggimento «Regina», pur mantenendone la precedenza rispetto all'ex-2º Reggimento.
I Dragoni Regina continuarono ad avere la divisa degli ussari, per evitare nuove spese per le divise prima della fine del periodo previsto per quelle già adottate. Nel 1807 fu introdotta una divisa simile a quella dei Dragoni Napoleone, che a sua volta era simile a quella dei dragoni francesi, scegliendo il rosa come colore distintivo del Reggimento: l'uniforme prevedeva un habit verde a code lunghe e risvolti rosa, pantaloni bianchi e stivali alti da dragone neri; l'elmo «alla Minerva» era dotato di crine di cavallo, di un pennacchio verde con la punta rosa e di un «turbante» in pelliccia maculata.

#### Terza coalizione e Regno di Napoli
A maggio 1805 il Reggimento era a pieno organico, su quattro squadroni. Nel corso della Guerra della terza coalizione, il reggimento fu inizialmente mandato a Rimini (30 agosto), poi richiamato in Val d'Adige (12 ottobre) partecipò alla battaglia di Caldiero; successivamente inseguirono il nemico, raggiungendo Udine, Gorizia e Trieste (18 novembre). Il 12 dicembre fu istituita la IX compagnia, esterna agli squadroni, con compito di addestramento e reintegro delle truppe.
Alla fine della guerra contro l'Austria, fu organizzata una campagna contro il Regno di Napoli e le truppe britanniche rimaste nel sud Italia. I Dragoni Regina furono inclusi nella Divisione dragoni Dabrowski e inviati all'ala destra dello schieramento francese, sulla costa tirrenica. Furono poi mandati a Venafro e Castel di Sangro, distaccando un reparto a Sulmona per congiungersi con la Divisione Lechi, che operava lungo la costa adriatica. Il 16 gennaio i Dragoni Regina entrarono a Napoli, poi trasferendosi prima a Capua poi a Cassano. Inviati poi in Calabria, si distinsero catturando al nemico un cannone e tre bandiere. A giugno furono richiamati, e arrivarono a Novara passando da Capua; la falsa notizia di uno sbarco anglo-siciliano ad Ancona li fece ripartire per le Marche, per poi ritornare a ottobre.

#### Quarta coalizione
Il 14 gennaio 1807 Napoleone chiese che i Dragoni Regina fossero inviati in Germania ad aggregarsi alla Divisione italiana di Teulié impegnata nella Guerra della quarta coalizione; il 3 aprile i primi tre squadroni furono passati in rivista a Vigevano, e sulle bandiere furono appiccati i nastri donati dalla Viceregina, mentre il 4º squadrone, di stanza ad Ancona, non fece in tempo a partire prima della stipula della Pace di Tilsit (7-9 luglio). Il 30 aprile i Dragoni Regina partirono da Vigevano con il 24e dragons francese, sotto il comando di Julien Augustin Joseph Mermet, per giungere a Königsberg il giorno stesso dell'armistizio, il 21 giugno.
Successivamente ai dragoni fu affidato l'incarico di presidiare la costa baltica; il 26 settembre erano ad Anklam; il 26 novembre guidarono l'avanguardia della Divisione italiana di ritorno in patria, passando per Berlino, Kitzingen e infine giungendo a Verona (6 gennaio 1808), in cui furono accolti trionfalmente. A fine campagna, dopo i festeggiamenti a Cremona, Pavia e Milano, i Dragoni Regina furono mandati a Cremona.
Nel frattempo una compagnia del 4º squadrone erano state inviate a Milano per formare lo squadrone dragoni di un Reggimento di cavalleria «provvisorio», facente parte della Divisione Lechi (Corps d'observation des Pyrenées Orientales) che il 26 novembre partì per la Spagna, dove giunse il 9 febbraio 1808. Il reggimento provvisorio fu riorganizzato il 30 marzo nel 2º Reggimento cacciatori a cavallo Principe Reale, distinguendosi il 16 e 17 giugno ad Hostalrich.

#### Quinta coalizione
In occasione della Guerra della quinta coalizione, il Reggimento partì da Cremona il 10 aprile 1809, per unirsi alle truppe del Viceré ed entrare a Verona, venendo impegnato nella battaglia di Illasi il 28. Nella battaglia di Nervesa, i Dragoni Regina costrinsero alla disfatta il primo reggimento dragoni austriaco. Dopo aver occupato Udine, insieme al 6e chasseurs francese i Dragoni Regina attaccarono di notte Gemona, catturando 700 soldati ungheresi del'IR Jelačić 62. Successivamente si diressero su Villaco (21 maggio) e Clanforte; a Giavarino, durante una ricognizione in cui erano impegnati insieme la 6e chasseurs, caricarono gli ussari austriaci dell'HR 2, costringendoli alla ritirata (7 giugno).

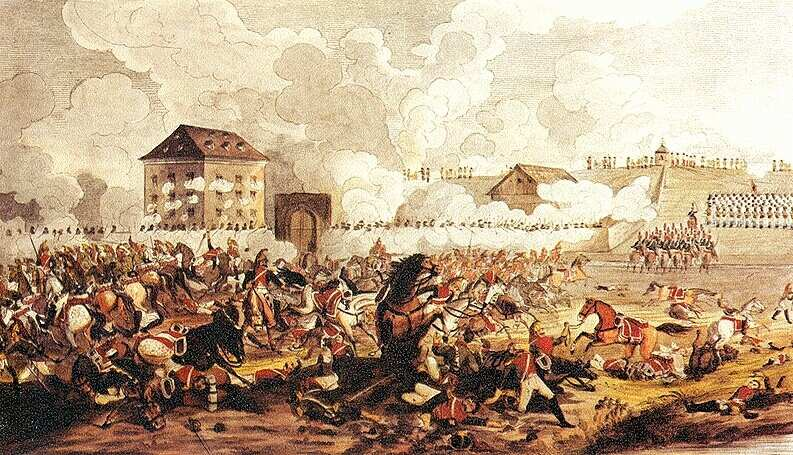
Carica della cavalleria franco-italiana alla battaglia di Raab

Il 14 giugno si distinsero alla battaglia di Raab, sotto il comando di Olivieri: schierati sull'ala destra insieme ai Dragoni della Guardia Reale e agli squadroni ungheresi, catturarono un quadrato di fanteria austriaca: per questa impresa ricevettero 17 decorazioni personali e l'elogio del comandante in capo della cavalleria, Emmanuel de Grouchy.
Il 5 luglio erano a Wagram, disposti sull'ala destra insieme agli altri squadroni della Divisione Guèrin; i Dragoni Regina disputarono l'onore di guidare la colonna agli altri due reggimenti di dragoni francesi, e Grouchy in persona glielo concesse. Nel corso della battaglia, la carica dei Dragoni Regina travolse i corazzieri Hoenzollern KR 8, e successivamente il Reggimento salvò la Divisione Montbrun. L'impressione suscitata dalla cavalleria italiana a Wagram si tradusse nel conferimento a 27 ufficiali del Reggimento sia della Corona ferrea sia della Legion d'onore, mentre Olivieri fu promosso Colonnello e Barone dell'Impero sul campo; nel 1815, incontrando Olivieri a Parigi, Grouchy lo abbracciò affermando che non avrebbe mai dimenticato «l'impressione suscitata dalla gloriosa carica dei dragoni a Wagram».

## Voci correlate

Dragone del Reggimento